# La Prière de la guerre
La Prière de la guerre (The War Prayer) est un conte de Mark Twain, publié à titre posthume en novembre 1916, et qui dénonce l'aveuglement et la complaisance du patriotisme et de la religion à l'égard des réalités inhumaines de la guerre.

## Résumé
Un pays non identifié est agité d'une fièvre patriotique et religieuse à l'approche de la guerre. La veille du départ des troupes, un étranger vient délivrer un message particulier de la part de Dieu.

## Historique du texte et des éditions
Inspiré par la guerre américano-philippine, au cours de laquelle les américains commirent des crimes de guerre, ce conte ne put jamais être publié du vivant de Twain, qui y renonça d'ailleurs, estimant que seuls les morts avaient le privilège de la liberté d'expression.

## Éditions
- The War Prayer, in Europe and Elsewhere, Harper and Brothers, 1923

## Traductions en français
- La Prière guerrière, in Mark Twain, La Liberté de pensée, Payot et Rivages, « Rivages poche no 697 », 2010

## Adaptation
En 2007, Michael Goorjian a réalisé un court-métrage inspiré du texte de Twain.